# Palacete Seixas

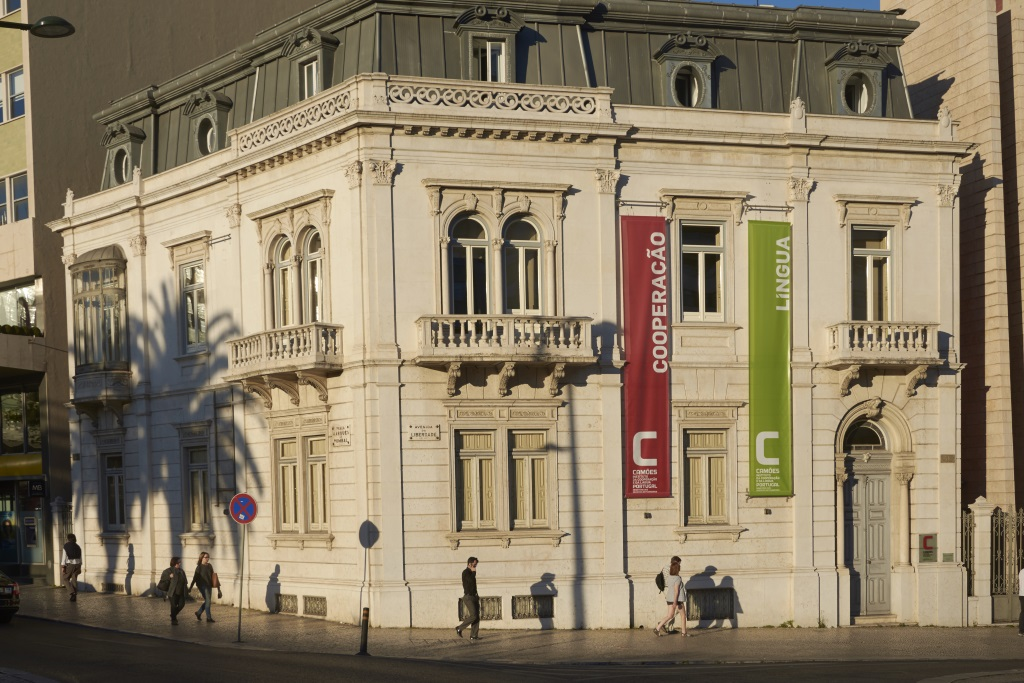
Der Palacete Seixas (links)

Der Palacete Seixas ist ein ehemaliger Stadtpalast im Zentrum der portugiesischen Hauptstadt Lissabon.

## Geschichte
Der Bau steht in städtebaulich markanter Lage an der Einmündung der Prachtstraße Avenida da Liberdade in die Praça Marquês de Pombal. Er wurde ab 1900 im Auftrag von Carmen Graziella Castilla da Rocha errichtet. 1908 erwarb der Industrielle Carlos Seixas das Haus. Seit 1997 ist das Instituto Camões Eigentümer.
Der Palast ist ein kleiner zweistöckiger Bau im Stil des Neoklassizismus. Seine dekorativen Elemente zeigen Einflüsse der französischen Romantik.